# Ми — Міллери
«Ми — Міллери» (англ. We're the Millers) — американська комедія режисера Роусона Маршалла Тербера, що вийшла 2013 року. У головних ролях знялися Дженніфер Еністон, Джейсон Судейкіс, Емма Робертс, Вілл Поултер, Ед Гелмс та інші.
Сценарій картини написали Боб Фішер, Стів Фабер, Шон Андерс, Джон Морріс, продюсерами виступили Кріс Бендер, Вінсент Ньюмен, Такер Тулі та Геппі Волтерс. Вперше фільм був продемонстрований 3 серпня 2013 року у США на Кінофестивалі в Траверс-Сіті (Мічиган). В Україні прем'єра фільму відбулась 22 серпня 2013.

## Сюжет
Після спроби врятувати бездомну дівчинку-підлітка від пограбування, Девід Кларк (Джейсон Судейкіс), дрібний торговець канабісом у Денвері, штат Колорадо, позбавляється свого сховку з травичкою і великої суми грошей, частину з яких він винен своєму багатому постачальнику наркодилерів Бреду Ґардлінґеру (Ед Гелмс). Після того, як Девіда приводять до нього, Ґардлінґер змушує Девіда контрабандою вивезти «кропаль плюс» марихуани з Мексики як рішення для погашення боргу. Розуміючи, що одна людина, яка намагається пройти митницю, занадто підозріла, він наймає трьох осіб, щоб видати себе за фіктивну сім'ю «Міллерів». Дружину зображує його сусідка-стриптизерка Роуз (Дженніфер Еністон). Його «діти» — дівчина-підліток Кейсі (Емма Робертс), якій він раніше допоміг, та 18-річний наївний сусід Кенні (Вілл Поултер). Коли Міллери добираються до бази мексиканських наркоділків, вони виявляють, що кількість марихуани, яку вони мають забрати для «Пабло Чакона» (ім'я, яким представився мексиканцям Ґардлінґер), — це не «кропаль», а дві тонни. Через додаткове навантаження марихуани на фургон один зі шлангів радіатора ламається. Сім'я Фіцджеральдів, яку вони зустріли на кордоні, що складалася з Дона (Нік Офферман), Едіт (Кетрін Ган) і їхньої дочки-підлітка Мелісси (Моллі Квінн), наздогнала їх і відбуксирувала фургон Міллерів до станції техобслуговування, яка виявилася зачиненою до завтра. По дорозі в гараж Девід бачить у бардачку значок і зброю Дона і дізнається, що той — агент Управління боротьби з наркотиками (УБН).
Коли справжній Пабло Чакон (Томер Сіслей) приїзджає за марихуаною, то виявляється, що її забрав самозванець, тож наркоділки вирушають за Міллерами у США. На наступний день, коли Міллери повертаються в гараж, щоб забрати фургон, вони знаходять автомеханіка зв'язаним і з кляпом у роті, а Чакон і його поплічник Одноокий (Меттью Вілліг) чекають і готуються стратити сім'ю. Вони відразу ж говорять Чакону, що вони не справжня сім'я і що не знали, що крадуть у нього. Девід згадує, що Роуз — стриптизерка, і Чакон вимагає довести це. Під час танцю Роуз наближається до нього і обдає його паром із вентиля гаража, що дозволяє Міллерам втекти з Кенні за кермом. Через безладне водіння Кенні фургон згортає з шосе, і мексиканський тарантул, який сховався у кошику з фруктами ще в Мексиці, заповзає Кенні по нозі і кусає його за яєчко.
У Кенні сильна алергічна реакція на укус, і Міллери направляються в лікарню, де поруч проходить карнавал на честь Дня незалежності 4 липня. Це ще більше затримує доставку контрабанди. Під час очікування Девід і Роуз починають зближуватися, і Роуз розкриває своє справжнє ім'я — «Сарра з двома р, як у Біблії». Вони удвох лають Кейсі за те, що вона пішла з незнайомим хлопцем, Скотті Пі (Марк Л. Янг), і Кейсі рада увазі до себе, яку не отримувала від своїх справжніх батьків, які нехтували нею.
Девід знову домовляється з Ґардлінґером про гонорар — тепер у 500 тисяч доларів — за умови, що він прибуде в той же вечір. Коли Кенні нарешті виписують з лікарні, Девід везе його до фургона в інвалідному кріслі і випадково перекидає. Під час суперечки Девід проговорюється, скільки йому платять, в порівнянні з тим, як мало він пропонував заплатити кожному з інших членів «родини». Кенні шокований цим, оскільки дізнається, що йому взагалі не платили. Кейсі, Сарра та Кенні обурені одкровенням, відмовлюються допомагати Девіду, й він залишає «родину» на карнавалі.
Незабаром після від'їзду Девід шкодує, що кинув їх, почувши по радіо пісню «Водоспади» (Waterfalls) жіночого гурту TLC, яку вони співали разом, і повертається на карнавал. Кейсі довірливо розповідає Скотті Пі про те, як вона відчувала себе частиною цієї сім'ї. Скотті починає домагатися Кейсі, але йому заважають Сарра і Кенні. Потім Девід приїжджає на карнавал, благаючи їх повернутися разом із ним і пропонуючи кожному рівну частку прибутку. По дорозі до фургона вони зустрічають Едіт і Меліссу. У розмові між Міллерами і Фіцджеральдами Кенні зізнається, що вони займаються контрабандою канабісу. З'являється Одноокий і збирається всіх перестріляти, але зі свого трейлеру з'являється Дон, вирубає його та зв'язує. Потім з-за рогу виходить Чакон, який тримає Меліссу під дулом пістолета, і збирається вбити їх усіх, але на мить відвертається на феєрверк. Девід і Кенні хапають Чакона. Мелісса і Кенні цілуються, як і Девід з Сарою. Дон заарештовує Чакона, але Міллерів відпускає.
Девід доставляє наркотики Ґардлінґеру, який говорить йому, що він запізнився, тому угода скасовується, але потім зізнається, що ніколи взагалі не збирався платити йому. У цей час агенти УБН раптово штурмують офіс, щоб заарештувати Гердлінгера. Дон, що очолює цю операцію, пропонує Девіду долучитися до програми захисту свідків на пів року, доки не будуть закінчені судові процеси над Ґардлінґером і Чаконом. Потім він додає, що кожен, хто був свідком, також потребує захисту, що радує Девіда.
Наприкінці фільму показані «Міллери», які знайомляться із сусідами у приміському будинку, а під парканом біля будинку ростуть декілька кущів конопель.

## У ролях
| Актор                 | Персонаж                                           | Актор дубляжу       | Роль                                                          |
| --------------------- | -------------------------------------------------- | ------------------- | ------------------------------------------------------------- |
| Джейсон Судейкіс      | Девід Кларк (англ. David Clark)                    | Михайло Войчук      | наркоділер, глава родини «Міллерів»                           |
| Дженніфер Еністон     | Сарра «Роуз» О'Райлі (англ. Sarah "Rose" O'Reilly) | Катерина Сергеєва   | стриптизерка і сусідка Девіда, найнята ним на роль дружини    |
| Емма Робертс          | Кейсі Метіс (англ. Casey Mathis)                   | Юлія Шаповал        | підліток, найнята Девідом на роль доньки                      |
| Вілл Поултер          | Кенні Роззмор (англ. Kenny Rossmore)               | Юрій Сосков         | 18-річний сусід Девіда, найнятий ним на роль сина             |
| Ед Гелмс              | Бред Ґардлінґер (англ. Brad Gurdlinger)            | Володимир Терещук   | наркобарон, наймає Девіда для перевезення марихуани з Мексики |
| Нік Офферман          | Дон Фіцджеральд (англ. Don Fitzgerald)             | Кирило Нікітенко    | друг Девіда, агент Управління боротьби з наркотиками          |
| Кетрін Ган            | Іді Фіцджеральд (англ. Edie Fitzgerald)            |                     | дружина Дона                                                  |
| Моллі Квінн           | Мелісса Фіцджеральд (англ. Melissa Fitzgerald)     |                     | донька Дона та Іді                                            |
| Томер Сіслей          | Пабло Чакон (англ. Pablo Chacon)                   |                     | мексиканський наркобарон                                      |
| Луїс Гузман           | офіцер Тапла                                       |                     | мексиканський поліціант                                       |
| Роусон Маршалл Тербер |                                                    |                     | прикордонник                                                  |
| Меттью Вілліг         | Одноокий (англ. One-Eye)                           | Борис Георгієвський | посіпака Пабло                                                |

## Сприйняття

### Критика
Фільм отримав загалом змішано-позитивні відгуки: Rotten Tomatoes дав оцінку 47 % на основі 145 відгуків від критиків (середня оцінка 5,4/10) і 73 % від глядачів із середньою оцінкою 3,8/5 (128 642 голоси). Загалом на сайті фільми має змішаний рейтинг, фільму зарахований «гнилий помідор» від кінокритиків, проте «попкорн» від глядачів, Internet Movie Database — 7,1/10 (143 339 голосів), Metacritic — 44/100 (38 відгуків критиків) і 6,8/10 від глядачів (226 голосів). Загалом на цьому ресурсі від критиків фільм отримав змішані відгуки, а від глядачів — позитивні.
Ігор Грабович в «Українська правда. Життя» поставив фільму 4/5, сказавши, що «„Ми — Міллери“ —  симптоматична історія про те, що таке сучасна американська родина і яким чином вона може бути сформована. Трохи ризикована, але доволі пристойна комедія».

### Касові збори
Під час показу у США, що почався 7 серпня 2013 року, протягом першого тижня фільм був показаний у 3 260 кінотеатрах і зібрав $26.419.396, що на той час дозволило йому зайняти 2 місце серед усіх тогочасних прем'єр. Показ фільму протривав 121 день (17,3 тижня) і завершився 5 грудня 2013 року. Фільм зібрав у прокаті у США $150.394.119 $, а у світі — $119.600.000, тобто загалом $269.994.119 при бюджеті $37 млн.
Під час показу в Україні, що стартував 22 серпня 2013 року, протягом першого тижня фільм був показаний у 93 кінотеатрах і зібрав $386.532, що на той час дозволило йому зайняти друге місце серед усіх прем'єр. Показ фільму протривав 9 тижнів і завершився 24 листопада 2013 року, зібравши в Україні $1.576.684. Із цим показником стрічка зайняла 24 місце у кінопрокаті за касовими зборами в Україні.

### Нагороди і номінації[13]
| Рік  | Нагорода              | Категорія                                 | Номінант                                      | Результат  |
| ---- | --------------------- | ----------------------------------------- | --------------------------------------------- | ---------- |
| 2013 | Key Art Awards        | Найкращий трейлер — звуковий / візуальний | Warner Bros., New Line Cinema, Trailer Park   | 3-тє місце |
| 2014 | Вибір народу          | Улюблений кінодует                        | Дженніфер Еністон, Джейсон Судейкіс           | Номінація  |
| 2014 | Вибір народу          | Улюблена кінокомедія                      | стрічка                                       | Номінація  |
| 2014 | Вибір народу          | Улюблена комедійна кіноакторка            | Дженніфер Еністон                             | Номінація  |
| 2014 | Вибір народу          | Улюблена кіноакторка                      | Дженніфер Еністон                             | Номінація  |
| 2014 | MTV Movie & TV Awards | Найкраща акторка                          | Дженніфер Еністон                             | Номінація  |
| 2014 | MTV Movie & TV Awards | Прорив року                               | Вілл Поултер                                  | Перемога   |
| 2014 | MTV Movie & TV Awards | Найкраща гра без сорочки                  | Дженніфер Еністон                             | Номінація  |
| 2014 | MTV Movie & TV Awards | Найкращий поцілунок                       | Емма Робертс, Дженніфер Еністон, Вілл Поултер | Перемога   |
| 2014 | MTV Movie & TV Awards | Найкращий музикальний момент              | Вілл Поултер                                  | Номінація  |
| 2014 | MTV Movie & TV Awards | Найкращий актор комедії                   | Джейсон Судейкіс                              | Номінація  |
| 2014 | Вибір підлітків       | Комедійна кіноакторка                     | Емма Робертс                                  | Перемога   |
| 2014 | Вибір підлітків       | Поцілунок                                 | Вілл Поултер, Емма Робертс, Дженніфер Еністон | Номінація  |
| 2014 | Вибір підлітків       | Напад гніву                               | Джейсон Судейкіс                              | Номінація  |